# Seleção Malaia de Futebol
A Seleção Malaia de Futebol representa a Malásia nas competições de futebol da FIFA. Fundada em 1933, filiou-se na instituição em 1954. O seu estádio de acolhimento de jogos é o Estádio Nacional Bukit Jalil.
A seleção da Malásia é pouco representativa no continente asiático, entretanto, já conseguiu disputar três Copa da Ásia e uma Olimpíada. Teve certo sucesso nas décadas de 1970 e 1980.

## História
As décadas de 1970 e 80 se apresentaram como a era mais próspera para o futebol malaio, quando a seleção figurava entre as melhores da Ásia. O país se classificou para os Jogos Olímpicos de 1972. Também se qualificou para a disputa dos Jogos Olímpicos de 1976 mas desistiu da vaga e não disputou a competição por conta do boicote norte-americano.
A seleção também disputou duas Copas Asiáticas seguidas, em 1976 e 1980.
Os tempos mudaram desde então, e a Seleção Malaia deixou de ser uma potência continental para se tornar uma seleção muito fraca e sem expressão.
A Malásia esteve em todas as edições da Copa dos Tigres Asiáticos desde 1996, mas nunca conquistou o título.
Com o país ansioso para reviver as antigas glórias, a equipe teve uma chance de mostrar o seu progresso ao sediar a Copa da Ásia de 2007, em conjunto com outros países. Mas, enquanto os vietnamitas, que também estavam organizando a competição, avançaram às quartas-de-final do torneio, a Malásia caiu na primeira fase, somando três derrotas.

## Futuro da seleção e decisão polêmica
O fracasso derrubou o ânimo dos malaios e levou os dirigentes locais a buscarem um projeto de desenvolvimento de longo prazo.
Em 2009, jogadores estrangeiros seriam banidos da liga local, pois segundo Khairy Jamaluddin, Vice-Presidente da Federação de Futebol da Malásia e membro do Parlamento, eles pouco acrescentavam à evolução do esporte e ocupavam o espaço dos talentos locais. Além da polêmica imposição de barrar não-malaios, o dirigente acrescentou que todas as equipes seriam obrigadas a entrar jogando com pelo menos um jogador Sub-20.
A comissão técnica da seleção foi totalmente reformulada, e este processo de renovação é comandado por K. Rajagopal, ex-meio-campista com passagem pela Seleção entre 1980 e 1982 (vinte partidas disputadas), que assumiu o comando em 2009 e que comandou também as seleções sub-20 e sub-23 da Malásia.
Sob o comando de Rajagopal, a Malásia encerrou um jejum de 20 anos sem título quando a equipe sub-23 conquistou os Jogos do Sudeste Asiático, disputados em Laos em dezembro de 2009.
Para o desenvolvimento futuro da seleção, a Malásia vai manter a política de formação de novos jogadores. Vários amistosos foram programados para que os jovens possam melhorar o seu futebol e ganhar experiência.

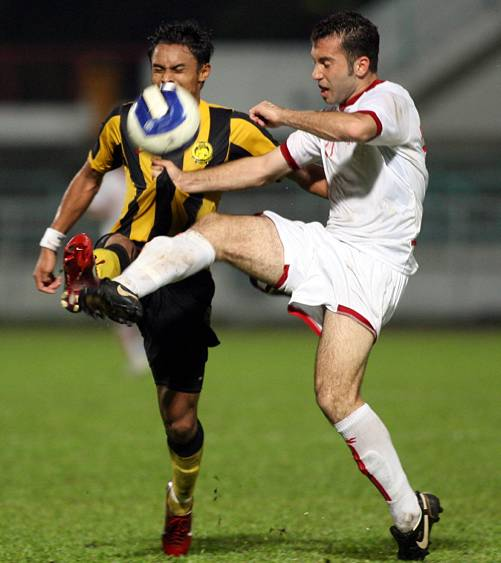
Jogo entre Malásia e Síria no Torneio Pré-Olímpico da Ásia, em 2007

## Desempenho em Copas do Mundo
- 1930 a 1938: Não havia eliminatórias para a Copa na Ásia.
- 1954 a 1962: Não existia
- 1966 a 1970: Não se inscreveu
- 1974 a 2026: Não se classificou

## Desempenho em Copas da Ásia
- 1956 a 1960: Não existia
- 1964 a 1972: Não se classificou
- 1976: Primeira fase
- 1980: Primeira fase
- 1984 a 2004: Não se classificou
- 2007: Primeira fase
- 2011 a 2019: Não se classificou
- 2023: Primeira fase

## Uniformes

### Uniformes dos jogadores
- 1º Uniforme - Camisa com listras em amarelo e preto, calção e meias pretas.
- 2º Uniforme - Camisa azul, calção branco e meias azuis.

| 1º Uniforme | 2º Uniforme |

### Uniformes anteriores
- 2012

| Primeiro | Segundo |

- 2010

| Primeiro | Segundo |

- 2008

| Primeiro | Segundo |

## Recordes
- Atualizado até 8 de setembro de 2024[carece de fontes?]
- Jogadores em negrito ainda em atividade pela Seleção Malaia.

| Pos. | Jogador              | Partidas | Gols | Em atividade |
| ---- | -------------------- | -------- | ---- | ------------ |
| 1    | Soh Chin Aun         | 195      | 13   | 1969–1984    |
| 2    | Shukor Salleh        | 172      | 5    | 1970–1981    |
| 3    | Mokhtar Dahari       | 142      | 89   | 1972–1985    |
| 3    | Arumugam Rengasamy   | 142      | 0    | 1973–1986    |
| 5    | Zainal Abidin Hassan | 129      | 50   | 1980–1997    |
| 6    | Chandran Mutveeran   | 122      | 2    | 1965–1974    |
| 7    | Santokh Singh        | 119      | 7    | 1973–1984    |
| 8    | Aidil Zafuan         | 98       | 3    | 2007–2022    |
| 9    | Namat Abdullah       | 95       | 7    | 1968–1975    |
| 10   | Ahmad Yusof          | 92       | 6    | 1981–1993    |

| Pos. | Jogador                  | Gols | Partidas | Média por jogo | Em atividade |
| ---- | ------------------------ | ---- | -------- | -------------- | ------------ |
| 1    | Mokhtar Dahari           | 89   | 142      | 0.63           | 1972–1985    |
| 2    | Zainal Abidin Hassan Ali | 50   | 129      | 0.39           | 1980–1997    |
| 3    | Isa Bakar                | 45   | 69       | 0.68           | 1974–1981    |
| 4    | Shaharuddin Abdullah     | 39   | 70       | 0.56           | 1967–1974    |
| 5    | Dollah Salleh            | 33   | 81       | 0.41           | 1985–1996    |
| 6    | James Wong               | 23   | 36       | 0.64           | 1972–1981    |
| 6    | Safee Sali               | 23   | 76       | 0.3            | 2006–2017    |
| 8    | Safawi Rasid             | 22   | 62       | 0.34           | 2016–        |
| 9    | Mohd Safiq Rahim         | 21   | 88       | 0.24           | 2016–        |
| 10   | Indra Putra Mahayuddin   | 20   | 60       | 0.33           | 2002–2015    |
| 10   | Thanabalan Nadarajah     | 20   | 46       | 0.43           | 1964–1969    |
| 10   | Wong Choon Wah           | 20   | 88       | 0.23           | 1968–1977    |

## Treinadores
| - G. Paul (1956) - Neoh Boon Hean (1957) - Choo Seng Quee (1958–1962) - Harun Haji Idris (1962–1963) - Peter Velappan (1963) - Choo Seng Quee (1963–1964) - Otto Westphal (1965–1966) - Clement De Silva (1966) - Peter Velappan (1966) - Nagalingam Rajoo (1967) - Dettmar Cramer (1967) - Edwin Dutton (1967) - Harold Hassall (1968) | - Peter Velappan (1968) - Abdul Ghani Minhat (1969) - Harold Hassall (1970) - Dave McLaren (1970) - C. Arasaratnam (1971) - Jalil Che Din (1972) - Tam Sitwa (1973) - M. Kuppan (1973) - Jalil Che Din (1974) - M. Kuppan (1974–1977) - Chow Kwai Lam (1978) - Karl-Heinz Weigang (1979–1982) - M. Chandran (1982–1983) | - Frank Lord (1983–1985) - Mohamad Bakar (1985–1986) - Jozef Vengloš (1986–1987) - Abdul Rahman Ibrahim (1987) - Dick Bate (1988) - M. Chandran (1988) - Trevor Hartley (1989) - Ahmad Shafie (1990) - Rahim Abdullah (1991) - Ken Worden (1992–1993) - Claude Le Roy (1994–1995) - Hatem Souisi (1995) - Wan Jamak Wan Hassan (1996–1997) | - Hatem Souisi (1998) - Abdul Rahman Ibrahim (1998–2000) - Allan Harris (2001–2004) - Bertalan Bicskei (2004–2005) - Norizan Bakar (2005–2007) - B. Sathianathan (2007–2008) - K. Rajagopal (2004–2013) - Dollah Salleh (2014–2015) - Ong Kim Swee (2014–2017) - Nelo Vingada (2017) - Tan Cheng Hoe (2017–2022) - Kim Pan-gon (2022–2024) - Pau Martí (2024–2025) - Peter Cklamovski (2025–). |